# Parnassinis
Els parnassinis (Parnassiini) són una tribu de lepidòpters papilionoïdeus de la família dels papiliònids (Papilionidae), subfamília Parnassiinae.

## Taxonomia
La tribu Parnassiini està formada per tres únics gèneres:
- Hypermnestra
- Parnassius
- Archon